# Parepisactus saltator
Parepisactus saltator är en insektsart som beskrevs av Henri Saussure 1903. Parepisactus saltator ingår i släktet Parepisactus och familjen Eumastacidae. Inga underarter finns listade i Catalogue of Life.